# 新越谷
新越谷（しんこしがや）は、埼玉県越谷市の町名。現行行政地名は新越谷一丁目および二丁目。郵便番号は343-0857。

## 地理
越谷市の南部に位置する。2016年秋、区画整理の換地処分完了に伴いもともとの七左町二丁目の区域を新越谷一丁目、七左町三丁目の区域を新越谷二丁目に地名変更することにより設置された。新越谷駅が地名の由来となっているが、駅からはやや離れており、住民アンケートでは反対意見もあった。

## 沿革
- 1994年（平成6年） - 区画整理事業決定。
- 2015年（平成27年）8月 - 越谷市議会で町名変更を議決。
- 2016年（平成28年）11月26日 - 七左第一土地区画整理事業の換地処分（11月25日）に伴い、七左町二丁目を新越谷一丁目に、七左町三丁目を新越谷二丁目に変更。

## 世帯数と人口
2018年（平成30年）3月1日現在の世帯数と人口は以下の通りである。
| 丁目         | 世帯数    | 人口    |
| ------------ | --------- | ------- |
| 新越谷一丁目 | 1,097世帯 | 2,645人 |
| 新越谷二丁目 | 334世帯   | 692人   |
| 計           | 1,431世帯 | 3,337人 |

## 小・中学校の学区
市立小・中学校に通う場合、学区（校区）は以下の通りとなる。
| 丁目         | 番地 | 小学校               | 中学校             |
| ------------ | ---- | -------------------- | ------------------ |
| 新越谷一丁目 | 全域 | 越谷市立南越谷小学校 | 越谷市立富士中学校 |
| 新越谷二丁目 | 全域 | 越谷市立大間野小学校 | 越谷市立富士中学校 |

## 交通

### 鉄道
- 地内をJR東日本武蔵野線が通っているが、駅は設置されていない。東に400 mの場所に地名の由来となった新越谷駅（武蔵野線では南越谷駅）がある。

### 道路
- 国道4号草加バイパス
- 埼玉県道161号越谷川口線

## 施設
- 埼玉東萌短期大学
- 武蔵野星城高等学校
- 越谷市立富士中学校
- 萩原学園萩原第二幼稚園
- 認定こども園 わかばの森ナーサリー
- 越谷市科学技術体験センター ミラクル
- 七左第一公園
- 七左第二公園
- 七左第三公園
- 七左第四公園